# Placopsidella marquesana
Placopsidella marquesana är en tvåvingeart som först beskrevs av Malloch 1933.  Placopsidella marquesana ingår i släktet Placopsidella och familjen vattenflugor. Inga underarter finns listade i Catalogue of Life.